# Кочалейка
Кочалейка — татарско-русское село в России в составе Каменского сельсовета Каменского района Пензенской области.
На 01.01.2004 — 362 хозяйства, 775 жителей.

## География
Находится в 5 км к северу от г. Каменка, на левом берегу Атмиса.

## История села
С 1780 года в составе Нижнеломовского уезда Пензенской губернии, в 1877 — в Кевдо-Мельситовской волости.
В 1864 году в селении имелась мечеть, часть жителей — русские помещичьи крестьяне, приходом состояли при Сретенской церкви села Старая Есинеевка.
В 1877 году — 58 дворов.
В 1912 году — в составе Адикаевской волости Нижнеломовского уезда Пензенской губернии.
В 1939, 1955 — в составе Головинщинского района, центральная усадьба колхоза имени Кирова (1955).
До 22 декабря 2010 года село являлось центром Кочалейского сельсовета.
До 2011 года в селе действовала основная общеобразовательная школа.

## Население
| 1864  | 1877  | 1897 | 1911 | 1926 | 1930  | 1939  |
| ----- | ----- | ---- | ---- | ---- | ----- | ----- |
| 440   | ↗442  | ↗816 | ↗894 | ↗984 | ↗1192 | ↗2015 |
| 1959  | 1979  | 1989 | 1996 | 2002 | 2010  |       |
| ↘1201 | ↗1274 | ↘851 | ↘740 | ↘723 | ↗786  |       |

### Национальный состав
- Татары — 96% (2002[8]).

## Инфраструктура
В селе имеются фельдшерско-акушерский пункт, отделение почтовой связи, местный дом культуры.

## Достопримечательности
В селе расположена мусульманская мечеть.
так же там имеется памятник погибшим солдатам-ветеранам Великой Отечественной войны.

## Известные уроженцы
Родина полного кавалера ордена Славы Хамзи Исмаиловича Янаева.